# Домінік Дука
Домінік Дука (чеськ. Dominik Duka; нар. 26 квітня 1943, Градець-Кралове, Протекторат Богемії та Моравії) — чеський кардинал. Єпископ Градец-Кралове з 6 червня 1998 по 13 лютого 2010 року, Архієпископ Праги з 13 лютого 2010. Кардинал-священик з титулом церкви Ss. Marcellino e Pietro з 18 лютого 2012.

## Біографія
Домінік Дука народився 26 квітня 1943 року в місті Градець-Кралове в Східній Богемії. 6 січня 1969 року приніс перші обіти в ордені проповідників і 22 червня 1970 був висвячений на священика.
Протягом п'яти років працював в різних парафіях празької архиєпархії, а 7 січня 1972 року приніс довічні обіти в ордені проповідників. Навчався на богословському факультеті в Літомержіце, а в 1979 році захистив ліценціат з богослов'я у Варшаві.
У 1975 році державна влада заборонили йому працювати священиком, і протягом майже п'ятнадцяти років, до 1989 року, Домінік Дука працював креслярем на заводі «Шкода». Одночасно з цим він був підпільним магістром новіціїв і викладачем богослов'я. З 1986 по 1998 роки був провінціалом домініканців Богемії і Моравії. З 1990 по 1999 рік працював доцентом на богословському факультеті в Оломоуці, викладав введення в Святе Письмо і біблійну антропологію. 6 червня 1998 був призначений єпископом в Градец-Кралове і 26 вересня того ж року прийняв єпископські свячення.
13 лютого 2010 року змінив кардинала Мілослава Влка на посаді архієпископа Праги.

## Кардинал
6 січня 2012 року було оголошено, що Папа римський Бенедикт XVI зведе Домініка Дуку в сан кардинала на консисторії 18 лютого 2012 року.
18 лютого 2012 року, в соборі Святого Петра відбулася консисторія, на якій Домінік Дука був зведений в сан кардинал-священика з титулом церкви Ss. Marcellino e Pietro. На нового Князя Церкви була покладена кардинальська шапка і вручений кардинальський перстень.